# Mojocoya
Mojocoya ist eine Ortschaft im Departamento Chuquisaca im südamerikanischen Andenstaat Bolivien.

## Lage
Mojocoya ist der zentrale Ort des Municipio Mojocoya in der Provinz Jaime Zudáñez. Die Ortschaft liegt auf einer Höhe von 2343 m auf einer Hochfläche zwischen den Flüssen Río Zudáñez im Westen, dem Río Tomina im Osten und dem Río Grande im Norden.

## Geographie
Mojocoya liegt im Übergangsbereich zwischen der Anden-Gebirgskette der Cordillera Central und dem bolivianischen Tiefland. Die Region weist ein typisches Tageszeitenklima auf, bei dem die mittleren Temperaturschwankungen im Tagesverlauf stärker ausfallen als im Jahresverlauf.
Die Jahresdurchschnittstemperatur der Region liegt bei knapp 16 °C (siehe Klimadiagramm des Nachbarortes Redención Pampa) und schwankt nur unwesentlich zwischen gut 12 °C im Juli und gut 17 °C von November bis Januar. Der Jahresniederschlag beträgt knapp 600 mm, bei einer ausgeprägten Trockenzeit von Mai bis August mit Monatsniederschlägen unter 10 mm, und einer Feuchtezeit von Dezember bis Februar mit 100 bis 125 mm Monatsniederschlag.

## Verkehrsnetz
Mojocoya liegt in einer Entfernung von 196 Straßenkilometern nordöstlich von Sucre, der Hauptstadt des Departamentos.
Von Sucre aus führt die insgesamt 976 Kilometer lange Nationalstraße Ruta 6 in östlicher Richtung über Zudáñez nach Tomina und weiter ins bolivianische Tiefland zur Millionenstadt Santa Cruz. Dreizehn Kilometer hinter Zudáñez biegt eine unbefestigte Landstraße in nördlicher Richtung ab, durchquert nach 49 km Redención Pampa und erreicht nach weiteren elf Kilometern Mojocoya.

## Bevölkerung
Die Einwohnerzahl der Ortschaft war in den vergangenen beiden Jahrzehnten deutlichen Schwankungen unterworfen:
| Jahr | Einwohner | Quelle       |
| ---- | --------- | ------------ |
| 1992 | 156       | Volkszählung |
| 2001 | 353       | Volkszählung |
| 2012 | 294       | Volkszählung |
| 2024 |           | Volkszählung |

Die Region weist einen hohen Anteil an Quechua-Bevölkerung auf, im Municipio Mojocoya sprechen 95,9 Prozent der Bevölkerung Quechua.